# Krasjovanen
Krasjovanen (Kroatisch: Krašovani, Karašovani of Krašovanje; Roemeens: Carașoveni, Cârșoveni, Cotcoreți of Cocoși; Engels: Krashovans)
is een Kroatisch volk dat eeuwen geleden was geïmmigreerd naar de stad Carașova en het gebied eromheen in het district Caraș-Severin waar nu nog maar 5000 Krasjovanen wonen.
Ze komen oorspronkelijk uit Kroatië.